# Apogon victoriae
Apogon victoriae är en fiskart som beskrevs av Günther, 1859. Apogon victoriae ingår i släktet Apogon och familjen Apogonidae. Inga underarter finns listade i Catalogue of Life.